# Don't Panic (Coldplay)
Don't Panic is de vierde single van het debuutalbum Parachutes van de Britse rockgroep Coldplay. Er zijn verschillende versies uitgekomen in Europa, Frankrijk, Nederland, Denemarken en Australië. Een promo-editie kwam uit in het Verenigd Koninkrijk.

## Geschiedenis
"Don't Panic" is het openingsnummer van Parachutes en is een nummer dat is gebaseerd op de gitaar. Het nummer heette van origine "Panic" en was een van de zes nummers die Coldplay speelde tijdens hun eerste concert in 1998.
De originele versie van Don't Panic is opgenomen in juli 1999 en bevat verschillen met de albumversie. Tijdens de 'bridge' speelt Chris Martin piano. Ook is de tekst aangepast. De eerste versie staat op The Blue Room.
Tijdens de tournee A Rush of Blood to the Head had Don't Panic een ander begin. Chris Martin speelde de elektrische gitaar en Jon Buckland speelde een solo op een harmonica. Soms gooide hij die in het publiek na zijn solo.

## Nummers

### Cd-single
1. "Don't Panic" (albumversie) - 2:17
2. "You Only Live Twice" (live) - 4:06

### Maxi-cd
1. "Don't Panic" (albumversie) - 2:17
2. "You Only Live Twice" (live) - 4:06
3. "Bigger Stronger (live) - 4:55

### Nederlandse maxi-cd
1. "Don't Panic" (albumversie) - 2:17
2. "Spies" (live) - 6:12
3. "Bigger Stronger" (live) - 4:51
4. "Yellow" (live) - 4:32

De nummers 2, 3 en 4 zijn opgenomen op het Lowlands Festival te Biddinghuizen op 25 augustus 2000.

### Deense maxi-cd
1. "Don't Panic" (albumversie) - 2:17
2. "Trouble" (live) - 4:36
3. "Shiver" (live) - 5:25
4. "Sparks" (live) - 4:05

De nummers 2, 3 en 4 zijn opgenomen in de Vega te Kopenhagen op 3 december 2000.

### Franse maxi-cd
1. "Don't Panic" (albumversie) - 2:17
2. "Bigger Stronger" (live) - 4:55
3. "Don't Panic" (live) - 2:33

Nummer 3 is opgenomen tijdens een radio-sessie op Oui FM.